# باول ستوروك
باول ستوروك (بالإنجليزية: Paul Sturrock)‏ مواليد 10 أكتوبر 1956 في أبردينشاير، اسكتلندا، هو لاعب ومدرب كرة قدم اسكتلندي. يلعب كمهاجم. مثّل منتخب اسكتلندا لكرة القدم. سبق له أن لعب في كأس العالم لكرة القدم مع منتخب بلاده.

## المسيرة الاحترافية

### أندية لعب لها
- دندي يونايتد

## روابط خارجية
- باول ستوروك على موقع الاتحاد الأوربي (الإنجليزية)
- باول ستوروك على موقع قاعدة بيانات كرة القدم.إي يو (الإنجليزية)
- باول ستوروك على موقع ناشيونال فوتبول تيمز (الإنجليزية)
- باول ستوروك على موقع Soccerbase.com (لاعب) (الإنجليزية)
- باول ستوروك على موقع Soccerbase.com (مدرب) (الإنجليزية)
- باول ستوروك على موقع عالم كرة القدم.نت (الإنجليزية)